# Plecotus wardi
Oreillard de Ward, Oreillard de l'Himalaya
Espèce
Statut de conservation UICN

 NE  : Non évalué
L'Oreillard de Ward (Plecotus wardi), ou Oreillard de l'Himalaya, est une espèce de chauves-souris de la famille des Vespertilionidae.

## Répartition
Cette espèce vit en Inde, au Pakistan et au Népal.